# Ludovico di Angelo Mattioli
Ludovico di Angelo Mattioli (fl. XV-XVI secolo) è stato un pittore italiano, del primo Rinascimento, attivo tra il 1481 e il 1525.

## Biografia
Fu attivo a Perugia ed è noto soprattutto per essere stato il maestro di Bernardino di Mariotto e sembra essere stato contemporaneo di Fiorenzo di Lorenzo. Dipinse una pala d'altare, nel 1488, per l'Oratorio dei Santi Simone e Fiorenzo, successivamente trovata appena fuori dalla cappella di San Anello nel Duomo di Perugia. 